# Povolnya
Povolnya är ett släkte av fjärilar som beskrevs av Kuznetsov 1979. Povolnya ingår i familjen styltmalar.
Släktet innehåller bara arten Povolnya leucapennella.